# Hanky Panky
"Hanky Panky" är en låt framförd av den amerikanska popartisten Madonna, utgiven på hennes soundtrackalbum I'm Breathless samt på singel den 30 juni 1990. Låten, som skrevs och producerades av Madonna och Patrick Leonard, utvecklades från en scen ur Dick Tracy om en kvinna som gillar att bli smiskad av sin partner. Det är en jazz- och swinglåt som Madonna sjunger i en nästintill komisk stil.

## Format och låtlistor
Kassett och 7"-vinylsingel – USA
1. "Hanky Panky" – 3:57
2. "More" – 4:56

Maxisingel – Australien, USA, Europa
1. "Hanky Panky" (Bare Bones Single Mix) – 3:57
2. "Hanky Panky" (Bare Bottom 12" Mix) – 6:36
3. "More" – 4:56